# E (빅뱅의 음반)
〈E〉은 대한민국의 음악 그룹 빅뱅의 일곱 번째 싱글 음반으로 "MADE 시리즈"의 네 번째이자 마지막 싱글 음반이다. 풀 버전의 앨범 "MADE"가 발매되었다.

## 배경
2015년 7월 24일, E 싱글에 빅뱅의 유닛 GD&TOP의 신곡이 나온다고 발표 되었고, 다음 날 티저 사진이 공개되었다. 2010년 GD&TOP 첫 콜라보레이션 이후 4년만에 신곡이다.
YG 엔터테인먼트의 양현석 대표는 7월 30일, 자신의 인스타그램에 빅뱅의 두 번째 곡 "우리 사랑하지 말아요" 뮤직비디오의 일부분을 공개했다.

## 상업적인 퍼포먼스
한국에서는 가온 앨범 차트에서 1위를 차지했고, M과 D에 이어 8월 말까지 84,002장의 음반 판매량을 기록했다. 일본의 오리콘 차트에서는 4,090장을 판매해 15위를 기록했다. 중국에서 E 음반은 24시간만에 700,000 디지털 카피를 판매했다. 또한 8월 28일, 중국에서 이 음반은 100만 카피의 판매를 달성했다.
이 음반을 발표한 빅뱅은 가온 차트에서 디지털 음원, 스트리밍 및 앨범 차트에서 트리플 1위를 차지하는 기록을 세웠다.
E 음반의 수록 곡 "우리 사랑하지 말아요"와 "쩔어"는 빌보드 월드 디지털 송 차트 1위를 차지했는데, M과 A에 이어 3곡을 연속 1위를 기록함으로써 K-pop 가수 중에서는 싸이 이후 최초로 3곡을 1위에 랭크한 아티스트가 되었다. 이 음반은 이틀간 13,000 디지털 카피를 판매했다.

## 평가
빌보드는 빅뱅의 신곡에 대해 “슬픈 멜로디와 댄스 비트가 어우러진 "우리 사랑하지 말아요"는 빅뱅의 본래 스타일을 고수하면서도 T.O.P과 지드래곤의 보컬로 신선함을 더했다. "쩔어"는 중독적인 힙합 비트에 지드래곤과 T.O.P의 독보적인 래핑 스타일이 돋보이는 곡”이라고 언급하며, 이어 “"우리 사랑하지 말아요" 뮤직비디오를 통해서 빅뱅 멤버들의 달콤씁쓸한 로맨스를, "쩔어"의 뮤직비디오에서는 지드래곤과 탑의 괴짜 같은 모습과 익살스러운 댄스를 엿볼 수 있다”며 “"BAE BAE" 뮤직비디오보다 더 강렬하다”라고 평했다.

## 프로모션
2015년 8월 4일, GD&TOP은 네이버 "V앱" 라이브 방송을 통해 뮤직 비디오를 공개했고, 620,000회의 조회수를 기록했다. 첫 방송은 《SBS 인기가요》에서 컴백 무대를 가졌다.

## 트랙 리스트
| #  | 제목                     | 작사                   | 작곡                   | 편곡  | 재생 시간 |
| -- | ------------------------ | ---------------------- | ---------------------- | ----- | --------- |
| 1. | 〈쩔어 (GD&TOP)〉        | G-DRAGON, T.O.P, TEDDY | G-DRAGON, T.O.P, TEDDY | TEDDY | 3:14      |
| 2. | 〈우리 사랑하지 말아요〉 | G-DRAGON, TEDDY        | G-DRAGON, TEDDY        | TEDDY | 3:31      |

| #   | 제목                             | 작사                         | 작곡                          | 편곡            | 재생 시간 |
| --- | -------------------------------- | ---------------------------- | ----------------------------- | --------------- | --------- |
| 1.  | 〈쩔어 (GD&TOP)〉                | G-DRAGON, T.O.P, TEDDY       | G-DRAGON, T.O.P, TEDDY        | TEDDY           | 3:14      |
| 2.  | 〈우리 사랑하지 말아요〉         | G-DRAGON, TEDDY              | G-DRAGON, TEDDY               | TEDDY           | 3:31      |
| 3.  | 〈뱅뱅뱅 (BANG BANG BANG)〉      | TEDDY, T.O.P, G-DRAGON       | TEDDY, G-DRAGON               | TEDDY           | 3:40      |
| 4.  | 〈맨정신〉                       | TEDDY, G-DRAGON, T.O.P       | TEDDY, Choice37, G-DRAGON     | TEDDY, Choice37 | 3:57      |
| 5.  | 〈IF YOU〉                       | G-DRAGON                     | G-DRAGON, P.K, DEE. P         | P.K, DEE. P     | 4:24      |
| 6.  | 〈Loser〉                        | TEDDY, T.O.P, G-DRAGON       | TEDDY, 태양                   | TEDDY           | 3:39      |
| 7.  | 〈BAE BAE〉                      | G-DRAGON, TEDDY, T.O.P       | TEDDY, G-DRAGON, T.O.P        | TEDDY           | 2:49      |
| 8.  | 〈WE LIKE 2 PARTY〉              | TEDDY, KUSH, G-DRAGON, T.O.P | TEDDY, KUSH, 서원진, G-DRAGON | TEDDY, KUSH     | 3:15      |
| 9.  | 〈쩔어 (GD&T.O.P) (Inst.)〉      | G-DRAGON, T.O.P, TEDDY       | G-DRAGON, T.O.P, TEDDY        | TEDDY           | 3:14      |
| 10. | 〈우리 사랑하지 말아요 (Inst.)〉 | G-DRAGON, TEDDY              | G-DRAGON, TEDDY               | TEDDY           | 3:31      |

## 차트 및 판매량
| 차트                              | 최고 순위 |
| --------------------------------- | --------- |
| 대한민국 가온 주간 앨범 차트      | 1         |
| 일본 오리콘 주간 앨범 차트        | 15        |
| 일본 오리콘 주간 웨스턴 앨범 차트 | 2         |
| 타이완 (G-Musi])                  | 1         |

| Chart    | Sales     |
| -------- | --------- |
| 대한민국 | 84,002    |
| 중국     | 1,006,743 |
| 일본     | 8,041     |

## 발매
| 국가     | 날짜           | 포맷                     | 라벨                     |
| -------- | -------------- | ------------------------ | ------------------------ |
| 대한민국 | 2015년 8월 5일 | 디지털 다운로드          | YG 엔터테인먼트, KT 뮤직 |
| 세계     | 2015년 8월 5일 | 디지털 다운로드          | YG 엔터테인먼트, KT 뮤직 |
| 대한민국 | 2015년 8월 1일 | CD 싱글, 디지털 다운로드 | YG 엔터테인먼트, KT 뮤직 |
| 세계     | 2015년 8월 1일 | CD 싱글, 디지털 다운로드 | YG 엔터테인먼트, KT 뮤직 |
| 일본     | 2015년 8월 1일 | CD 싱글, 디지털 다운로드 | YG 엔터테인먼트, YGEX    |